# Силицид трипалладия
Силицид трипалладия — бинарное неорганическое соединение
палладия и кремния
с формулой Pd3Si,
кристаллы,
не растворяется в воде.

## Получение
- Спекание стехиометрических количеств чистых веществ:

{\displaystyle {\mathsf {3Pd+Si\ {\xrightarrow {1070^{o}C}}\ Pd_{3}Si}}}

## Физические свойства
Силицид трипалладия образует кристаллы
ромбической сингонии,
пространственная группа P nma,
параметры ячейки a = 0,5735 нм, b = 0,7555 нм, c = 0,5260 нм, Z = 4.
Не растворяется в воде.